# 아카시야키

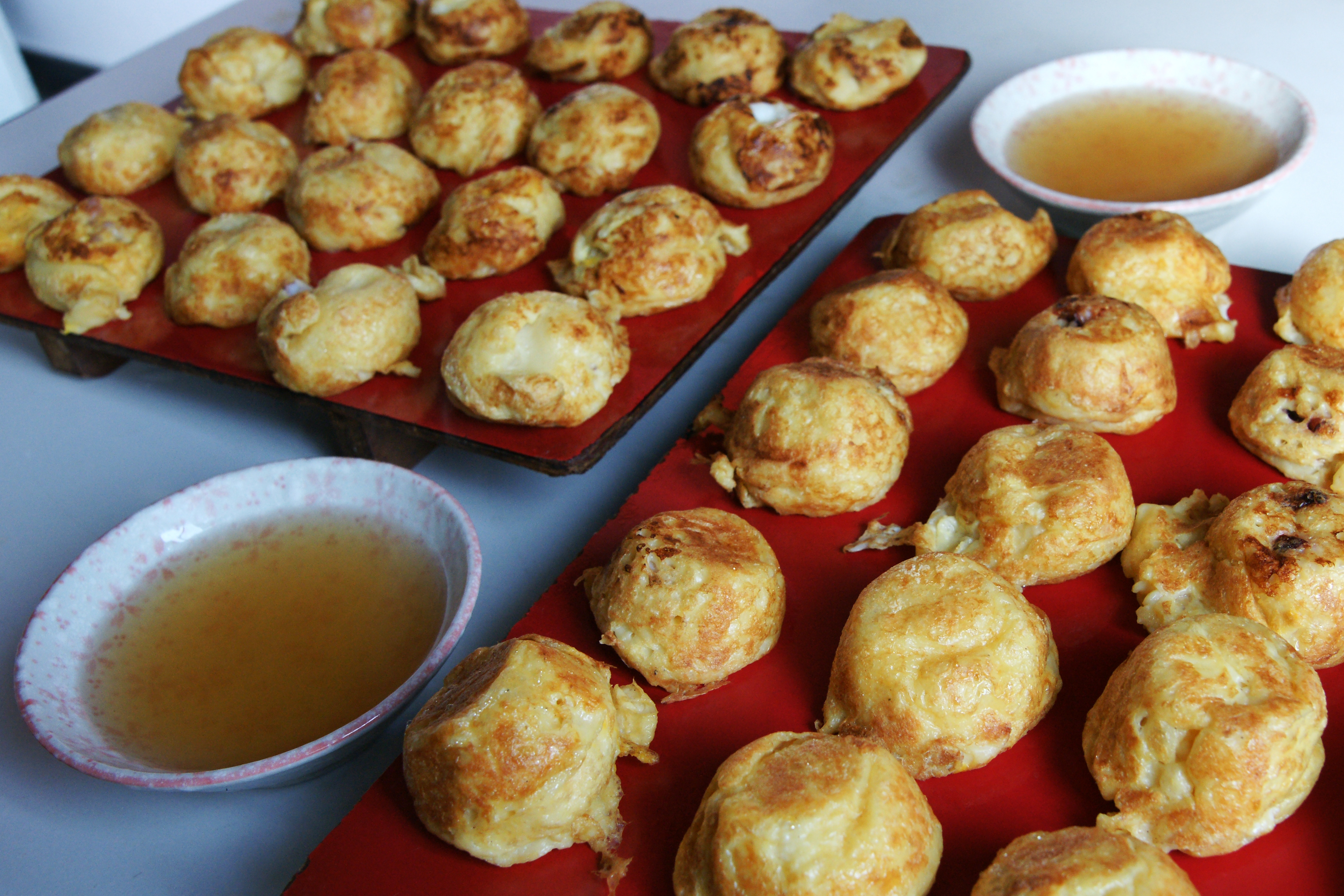
아카시야키

아카시야키(일본어: 明石焼) 또는 다마고야키(일본어: 玉子焼)는 일본 효고현 아카시시의 향토음식으로, 달걀, 다시, 낙지, 밀가루로 만든다.
일본 효고현 아카시시의 작은 동그란 만두이다. 만두는 계란이 풍부한 반죽과 문어를 다시(얇은 생선 국물)에 담근 후 먹는다. 현대적인 스타일의 아카시야키는 다이쇼 시대에 야타이 쇼핑객 무카이 세이타로에 의해 처음 판매되기 시작했다.
또 다른 일본식 만두인 타코야키가 일본에서 더 인기가 있지만 아카시야키를 기반으로 한다. 둘 다 다코야키 팬, 프라이팬의 일종 또는 반구형 몰드가 많은 쿡탑으로 만들어진다. 타코야키에 비해 아카시야키는 더 부드럽고 계란 같은 식감을 가지고 있다.